# Drużynowe Mistrzostwa Polski na Żużlu 1979
Drużynowe Mistrzostwa Polski na Żużlu 1979 – 32. edycja drużynowych mistrzostw Polski, organizowanych przez Polski Związek Motorowy (PZM). W sezonie 1979 po rozszerzeniu ligi, do rozgrywek pierwszej ligi przystąpiło dziesięć zespołów, natomiast w drugiej lidze walczyło osiem drużyn.
Zwycięzca najwyższej klasy rozgrywkowej (I Ligi) zostaje Drużynowym Mistrzem Polski na Żużlu w sezonie 1979. Obrońcą tytułu z poprzedniego sezonu jest Stal Gorzów. W tym sezonie triumfowała Unia Leszno.

## Pierwsza Liga
| Poz. | Klub                  | Pkt. | Z  | R | P  | +/−  |
| ---- | --------------------- | ---- | -- | - | -- | ---- |
| 1    | Unia Leszno           | 26   | 13 | 0 | 5  | +227 |
| 2    | Stal Gorzów           | 24   | 11 | 2 | 5  | +115 |
| 3    | Falubaz Zielona Góra  | 22   | 11 | 0 | 7  | +201 |
| 4    | Stal Toruń            | 22   | 11 | 0 | 7  | +140 |
| 5    | Wybrzeże Gdańsk       | 20   | 10 | 0 | 8  | +60  |
| 6    | ROW Rybnik            | 18   | 9  | 0 | 9  | +48  |
| 7    | Włókniarz Częstochowa | 18   | 9  | 0 | 9  | –54  |
| 8    | Polonia Bydgoszcz     | 17   | 8  | 1 | 9  | +43  |
| 9    | Sparta Wrocław        | 13   | 6  | 1 | 11 | –82  |
| 10   | Śląsk Świętochłowice  | 0    | 0  | 0 | 18 | –696 |

### Najlepsi zawodnicy ligi sezonu 1979[1]
| Poz. | Zawodnik             | Klub                  | średnia |
| ---- | -------------------- | --------------------- | ------- |
| 1    | Zenon Plech          | Wybrzeże Gdańsk       | 2,72    |
| 2    | Edward Jancarz       | Stal Gorzów           | 2,62    |
| 3    | Andrzej Huszcza      | Falubaz Zielona Góra  | 2,51    |
| 4    | Andrzej Jurczyński   | Włókniarz Częstochowa | 2,48    |
| 5    | Piotr Pyszny         | ROW Rybnik            | 2,45    |
| 6    | Jan Ząbik            | Stal Toruń            | 2,41    |
| 7    | Wojciech Żabiałowicz | Stal Toruń            | 2,40    |
| 8    | Andrzej Marynowski   | Wybrzeże Gdańsk       | 2,40    |

## Druga Liga
| Poz. | Klub            | Pkt. | Z  | R | P  | +/−  |
| ---- | --------------- | ---- | -- | - | -- | ---- |
| 1    | Start Gniezno   | 23   | 11 | 1 | 2  | +402 |
| 2    | Motor Lublin    | 18   | 9  | 0 | 5  | +149 |
| 3    | Stal Rzeszów    | 18   | 9  | 0 | 5  | +88  |
| 4    | Kolejarz Opole  | 17   | 8  | 1 | 5  | +193 |
| 5    | Unia Tarnów     | 12   | 6  | 0 | 8  | –94  |
| 6    | Gwardia Łódź    | 12   | 6  | 0 | 8  | –211 |
| 7    | GSŻ Grudziądz   | 10   | 5  | 0 | 9  | –93  |
| 8    | Ostrovia Ostrów | 2    | 1  | 0 | 13 | –434 |